# Andi Mancin
Andrea „Andi” Mancin (ur. 6 grudnia 1976 w Bielsku-Białej) – polski kierowca rajdowy.

## Kariera

### Początki
Karierę sportową rozpoczął od startów na snowboardzie. W 1998 zajął dziewiąte miejsce w pucharze Europy Boardercross. Rok później był dziewiąty na zawodach Air Red Bull na Węgrzech oraz na mistrzostwach Polski Big Air w Zakopanem. W 2000 zajął 10. miejsce na Big Air w Szczyrku.
Później wziął udział w kilku zawodach w motocrossie. W 2003 wystartował w Mistrzostwach Polski w Snowmobile, gdzie zajął piąte miejsce. W 2004 wziął udział w Alfa European Challenge, gdzie zajął 24. miejsce (był 10. w klasyfikacji debiutantów). Startował również w kraju. Za kierownicą Alfy Romeo 147 GTA wywalczył tytuł mistrza Polski w wyścigach długodystansowych w klasie 2000 oraz wicemistrza w klasyfikacji generalnej. Zajął także trzecie miejsce w Mistrzostwach Polski samochodów turystycznych (również za kierownicą Alfy Romeo) oraz samochodów GT (Porsche 911 GT3 Cup). Ponownie wziął także udział w zawodach snowmobile, kończąc je na czwartym miejscu.

### Lata 2005–2009
W kolejnym sezonie kontynuował starty w Europejskim Pucharze Alfy Romeo, w którym został sklasyfikowany na 12. pozycji. Zaliczył także kilka rajdów wchodzących w skład Pucharu PZM. Jego pilotem został Ryszard Ciupka. Mancin wystartował również w Mistrzostwach Polski Snowmobile zajmując w nich trzecie miejsce.
Sezon 2006 rozpoczął od startu w Rajdzie Szwecji. Za kierownicą Mitsubishi Lancera dojechał do mety na 12. miejscu w grupie N. Wziął również udział w wyścigu Porsche Carrera Cup Deutschland na torze Hockenheimring, który ukończył na 19. pozycji. W trakcie sezonu zawiesił rywalizację sportową, gdyż stwierdzono u niego wirusowe zapalenie wątroby typu C, a pierwsze objawy choroby pojawiły się pod koniec poprzedniego sezonu. W lipcu wyjechał na leczenie do Szwajcarii, gdzie dokonano mu operacyjnego usunięcia guza.
W 2007 powrócił do motosportu. Wziął on udział w dwóch rundach WRC w grupie N. Rajd Monte Carlo ukończył na 11. pozycji w klasie, a Rajd Finlandii na 10. pozycji. Zaliczył także pojedyncze starty w Polsce, Słowacji i Włoszech. Wystartował również w 25 Heures VW Fun Cup na torze Spa-Francorchamps, a załogę zespołu Happy Racer 1 razem z polskim kierowcą utworzyli: Agostino Alberghino, Luka Quaderno i Nicola Biancheta; ukończyli wyścig na 11. pozycji. Wziął udział w autocrossowych zawodach na torze Magione, który były rozgrywane w ramach Mistrzostw Europy: w pierwszym biegu zajął ósmą pozycję, ale w następnym awarii uległ silnik w jego pojeździe, kończąc jego udział w zawodach. Wystartował również w czeskiej rundzie Pucharu Europy Centralnej w Buggy Hayabusa. Po zajęciu trzeciego, piątego i szóstego miejsca w biegach awansował do finału B, w którym dopadła go awaria techniczna.
W 2008 kontynuował starty w Pucharze Europy w Autocrossie. Rundę w Prerovie ukończył na 11. pozycji, a na zawodach w Słowacji i w Czechach zajął czwarte miejsce. Na węgierskim torze Nagydobos dojechał jako dziewiąty w kolejności. Podczas kończących sezon zawodów na obiekcie Dargov-Dubiny po kolizji z innym zawodnikiem odpadł z zawodów i został sklasyfikowany na piątym miejscu w wyścigu; w wyniku zderzenia złamał nadgarstek i palec prawej dłoni. Zajął szóstą pozycję w klasyfikacji generalnej dywizji 3A. Wziął także udział w pięciu rundach RSMP, a rolę pilota pełnił Jakub Berger. Najlepszym wynikiem załogi było piąte miejsce w grupie N wywalczone podczas Rajdu Orlen. Wystartował również w rajdzie Lake Superior Performance – rundzie Rally America. Na prawym fotelu zasiadł rajdowy mistrz Europy, Maciej Wisławski. Załoga ukończyła rajd na czwartej pozycji.
W sezonie 2009 wziął udział w pełnym cyklu Rally America, jechał za kierownicą Mitsubishi Lancera Evo IX, a rolę pilota pełnił ponownie Maciej Wisławski. Otwierający sezon Sno* drift Rally duet ukończył na czwartym miejscu. Podczas 100 acre Wood Rally zmagali się oni z dużymi problemami. Podczas piątkowej pętli pojawiły się problemy z hamulcami, po czym następnie doszło do awarii skrzyni biegów, a drugiego dnia awarii uległa natomiast turbina. Mimo to udało im się ukończyć rajd na piątym miejscu. W Olympus Rally zajął czwartą lokatę. Oregon Trail Rally przyniósł załodze pierwsze podium (trzecie miejsce). Podczas Susquehannock Trail Rally Wisławskiego w roli pilota zastąpił Ryszard Ciupka. Po pierwszym dniu zajmowali oni siódme miejsce, na co wpływ miało zerwanie przewodu hamulcowego tylnego koła na pierwszym odcinku specjalnym. Ostatecznie ukończyli oni rajd na czwartym miejscu. W New England Forrest Rally Wisławski powrócił na prawy fotel samochodu Mancina, jednak załoga musiała się wycofać z wyścigu z powodu awarii silnika. Ojjibwe Forest Rally oraz Rally Colorado ukończyli oni na drugim miejscu. Start w tym drugim stał pod znakiem zapytania z powodu problemów z budżetem. W kończącym sezon Lake Superior Forest Rally zajmowali czwartą pozycję, lecz z powodu awarii silnika ostatecznie dojechali na piątym miejscu. W klasyfikacji generalnej Mancin zdobył 97 punktów, co pozwoliło na zajęcie drugiej pozycji w klasyfikacji generalnej, ze stratą 54 punktów do Travisa Pastrany. Zakwalifikował się do X Games, a w zawodach doszedł do ćwierćfinału, gdzie został wyeliminowany przez Tannera Fousta.

### Lata 2010–2014
W sezonie 2010 planował kontynuować straty w Rally America. Otwierający sezon Sno* Drift Rally ukończył na 12. miejscu, na co wpływ miały problemy techniczne oraz błędy kierowcy na oblodzonych trasach rajdu. Z powodu kłopotów ze skompletowaniem budżetu musiał zawiesić kolejne starty w tej serii, co przekreśliło także jego szanse na awans do X Games. Wystartował w drugiej rundzie mistrzostw Polski Endurance rozgrywanej na Torze Poznań. Jadąc w Renault Clio RS na zmianę z Łukaszem Biśkiniewiczem ukończyli zawody na dziewiątym miejscu. Udało mu się zebrać budżet na start w jednej rundzie US Rallycross Championship. Pierwszego dnia zawodów awansował do finału B, gdzie zajął czwartą pozycję dającą mu dziewiąte miejsce w zawodach. Drugiego dnia zmagań ponownie awansował do finału B, gdzie odpadł po tym, jak w wyniku kontaktu z Rhysem Millenem z felgi jego samochodu spadła opona.
W 2011 wystartował w rundzie Global RallyCross rozgrywanej na terenie Old Mill Rally Park. Miał kłopoty z turbosprężarką, lecz mimo to spróbował wykonać 20-metrowy skok. Samochód jednak zahaczył o podstawę rampy i dachował; kierowcy nic się nie stało, lecz musiał on zakończyć swój udział w zawodach. Został on sklasyfikowany na 12. miejscu. Zdobył w ten sposób pięć punktów, które dały mu 21. pozycję w klasyfikacji generalnej.
W 2012 wystartował w wyścigu terenowym Baja 1000.  Załogę wyścigowego buggy utworzyli wspólnie z Mancinem Amerykanin Tony Miglin, oraz Niemiec Armin Kremer. Na metę w La Paz dojechali oni na 26. miejscu, w tym szóste w klasie.
W 2013 wziął udział w terenowym wyścigu Motomaraton 24h rozgrywanym w Mucharzu, a jego pilotem był Jerzy Bodzioch. Wystartowali za kierownicą Fiata 500 4x4 „Adela”, lecz nie udało im się ukończyć zawodów.
Na kolejny sezon przygotował Fiata 500 w rallycrossowej specyfikacji, którym zamierzał wystartować w GRC.

## Życie prywatne
Jego ojcem jest włoski przedsiębiorca, powiązany z koncernem Fiat. Wraz z rodziną mieszkał m.in. Brazylii i Meksyku, gdzie jego ojciec otwierał fabryki.
Od 2020 pozostaje w nieformalnym związku z piosenkarką Eweliną Lisowską.

## Wyniki

### Rally America
| 2008 | Mitsubishi Lancer EVO IX | SN*    | 1AC   | OLY   | ORE   | SUS   | NEN    | OJI   | COL   | LSU 4 | 12 | 26 |
| 2009 | Mitsubishi Lancer EVO IX | SN* 4  | 1AC 5 | OLY 4 | ORE 3 | SUS 4 | NEN NU | OJI 2 | COL 2 | LSU 3 | 97 | 2  |
| 2010 | Mitsubishi Lancer EVO IX | SN* 12 | 1AC   | OLY   | ORE   | SUS   | NEN    |       |       |       | 3  | 3  |